# Bankeryds kyrka
Bankeryds kyrka är en kyrkobyggnad i Bankeryd i Växjö stift. Den är församlingskyrka i Bankeryds församling och ligger utanför tätorten Bankeryd, cirka tio kilometer norr om Jönköping.

## Kyrkobyggnaden
Den tidigast kända kyrkan uppfördes under medeltiden. Den förstördes i Nordiska sjuårskriget under 1560-talet.
Den medeltida kyrkan ersattes av en kyrkobyggnad med långhus uppfört i trä och sakristia och kor i sten. I en 1600-talskälla berättas det att ”kyrkian ligger på een jembn plan,aff trää upbygd, kosteligen målat är uthi, med en lijten wacker altare Tafla och skiön utharbetad. Predikstool, ny klockestapel med 2 wälliudande klockor å högra sidan kyrkian”.  Markering  av platsen för kyrkan  och klockstapeln finns på den nuvarande kyrkogården. Rester av kyrkans interiör som var prydd av med målningar utförda 1687 finns bevarade i nuvarande kyrkans tornkammare förutom en Kristusskulptur som är placerad i sakristian. 
Kyrkan blev med tiden för liten för den växande församlingen. 1855 fattades beslut om nybyggnad. Det kom dock att dröja till 1865 innan kyrkobygget kom till stånd. Den nuvarande kyrkan som är byggd i sten är uppförd i nyklassicistisk stil efter ritningar av arkitekt Johan Fredrik Åbom. För byggnadsarbetet svarade byggmästare Anders Persson från Erikstorp i Bollebygds socken och Anders Johansson från Agnshester. Den 30 augusti 1868 invigdes kyrkan av biskop Henrik Gustaf Hultman. Kyrkan består av ett långhus som avslutas med ett halvcirkelformat kor i öster. 
Kyrkan som är vitkalkad och spritputsad består av ett långhus med en sakristia belägen på norra långsidan  ett avslutande halvrunt kor i öster. Tornbyggnaden i väster med huvudingången är försedd med romanskt inspirerade ljudöppningar och gotiska  spetsgavlar. Tornet avslutas  med en åttasidig öppen lanternin och  en spira krönt av en korsglob. I tornet hänger två klockor. Deras ålder är okänd. Storklockan renoverades 1716. Lillklockan omgöts två gånger under 1700-talet, 1744 och sedan 1771 av klockgjutare Elias Fries Thoresson i Jönköping.
Kyrkans interiör är av tidsenlig  salkyrkotyp  med  tunnvalv. De höga romanskinspirerade  fönstren  fyller det stora kyrkorummet med ljus. Koret domineras av en målning skapad 1954 av konstnären Torsten Nordberg. Motivet är de åtta saligprisningarna (Matteus 5:3-11). I kyrkorummet finns även frescomålningen "Örtagårdsmästaren"  framställd under 1950-talet av konstnären Folke Eriksson. Motivet är  Maria Magdalenas  möte med den uppståndne Kristus (Joh. 20:13-18).

## Inventarier
- Ett altarkrucifix daterat till 1400-talet.
- Fristående altare.
- Dopfunten av huggen sandsten är från slutet av 1600-talet.
- I fönsternischen vid dopaltaret står den tidigare altarprydnaden i form av ett kors med törnekrona och svepduk.
- Predikstolen  är  ursprungligen utförd under 1600-talet  men moderniserad under 1800-talet.
- Förgyllt timglas från 1700-talet med fyra glas och en försilvrad dödskalle omgiven av förgyllda vingar. Kvar från gamla kyrkan.
- Madonnaskulptur  skänkt 1982 är utförd  av Bankerydsbördige konstnären Knut Anderson, född 1884, död 1954 och begravd på Bankeryds kyrkogård.
- Dopfunten av huggen sandsten är från slutet av 1600-talet.
- Två epitafier. , varav det ena är från 1674 över Elias Alegren. Det andra är över Christian Klingspor död 1699.
- Öppen bänkinredning.
- Orgelläktare med utsvängt mittstycke dekorerat med förgyllda musikinstrument.

## Orglar
- Den ursprungliga orgeln byggdes 1879 av orgelbyggaren Erik Nordström från Eksjö. Orgeln hade en manual  samt bihangspedal. Orgeln hade 10 stämmor.
- Den nuvarande mekaniska orgeln är byggd 1956 av orgelbyggare Olof Hammarberg, Göteborg. Den har två manualer och självständigt pedalverk. Instrumentet har 23 stämmor. Den ursprungliga Nordströms-fasaden och huvudverkets väderlåda har bevarats.

| Huvudverk I   | Svällverk II      | Pedal        | Koppel |
| Borduna 16´   | Trägedakt 8´      | Subbas 16´   | I/P    |
| Principal 8´  | Fugara 8´         | Gedakt 8´    | II/P   |
| Borduna 8´    | Spetsflöjt 4´     | Oktava 4´    | II/I   |
| Oktava 4´     | Kvintadena 4'     | Nachthorn 2' |        |
| Flöjt 4'      | Principal 2'      | Fagott 16'   |        |
| Kvinta 2 2⁄3' |                   |              |        |
| Oktava 2'     | Sesquialtera 2 ch |              |        |
| Mixtur 3 ch   | Scharf 2 ch       |              |        |
| Trumpet 8'    | Krumhorn 8'       |              |        |
|               | Crescendosvällare |              |        |

- En kororgel från 1990 tillverkad av Västbo Orgelbyggeri.